# LC 2 International
 (janvier 2021).
Si vous disposez d'ouvrages ou d'articles de référence ou si vous connaissez des sites web de qualité traitant du thème abordé ici, merci de compléter l'article en donnant les références utiles à sa vérifiabilité et en les liant à la section « Notes et références ».
 (janvier 2021).
LC2 international est une holding panafricaine présente dans trois métiers :
- la production et la diffusion audiovisuelle (chaîne commerciale régionale créée en décembre 1997 et lancée en 1998 par son promoteur, propriétaire et fondateur Christian Lagnidé)[1] ;
- les médias (télévision hertzienne, radio, satellite et internet) ;
- la production et la distribution de services grand public via la marque Nasuba.

## Site officiel
- Site officiel